# Monte Luco (Appennino abruzzese)
Il Monte Luco (anche Monteluco o Colle di Roio) è un rilievo dell'Appennino abruzzese, posto nella conca aquilana, interamente nel comune dell'Aquila, in Abruzzo, che raggiunge un'altitudine di 987 m s.l.m. e domina da sud l'intera città con 360 m di prominenza sulla sottostante valle dell'Aterno. 

## Geografia
Posto sulle estreme propaggini nord-occidentali del gruppo montuoso di Monte Ocre-Monte Cagno, è suddiviso in tre versanti, quello settentrionale che guarda verso L'Aquila e la Conca Aquilana, quello occidentale, a minor dislivello, che guarda verso la piana di Roio e quello orientale che guarda verso Pianola-Bagno. La sua importanza deriva invece dal fatto di essere quasi interamente coperta (sul versante settentrionale) da una vasto bosco noto come Pineta di Roio che lo rende una pregiata meta escursionistica e naturalistica a due passi dalla città. Il suo nome deriva proprio da Luculus, un bosco sacro che vi sorgeva nell'antichità. 
Sulle sue propaggini si sviluppano l'agglomerato urbano di Poggio di Roio (831 m) con il complesso della Madonna di Roio e la sede della Facoltà di Economia dell'Università degli studi dell'Aquila e la sede della Facoltà di Ingegneria dello stesso ateneo (970 m): uno degli edifici che costituiscono l'attuale complesso è ricavato da una ex colonia estiva per ragazzi costruita durante il fascismo. Sulla cima del monte è situato un centro trasmittente di telecomunicazioni. Il versante settentrionale della montagna costituisce inoltre un belvedere naturale verso la città dell'Aquila, posta circa 300 metri più a valle.

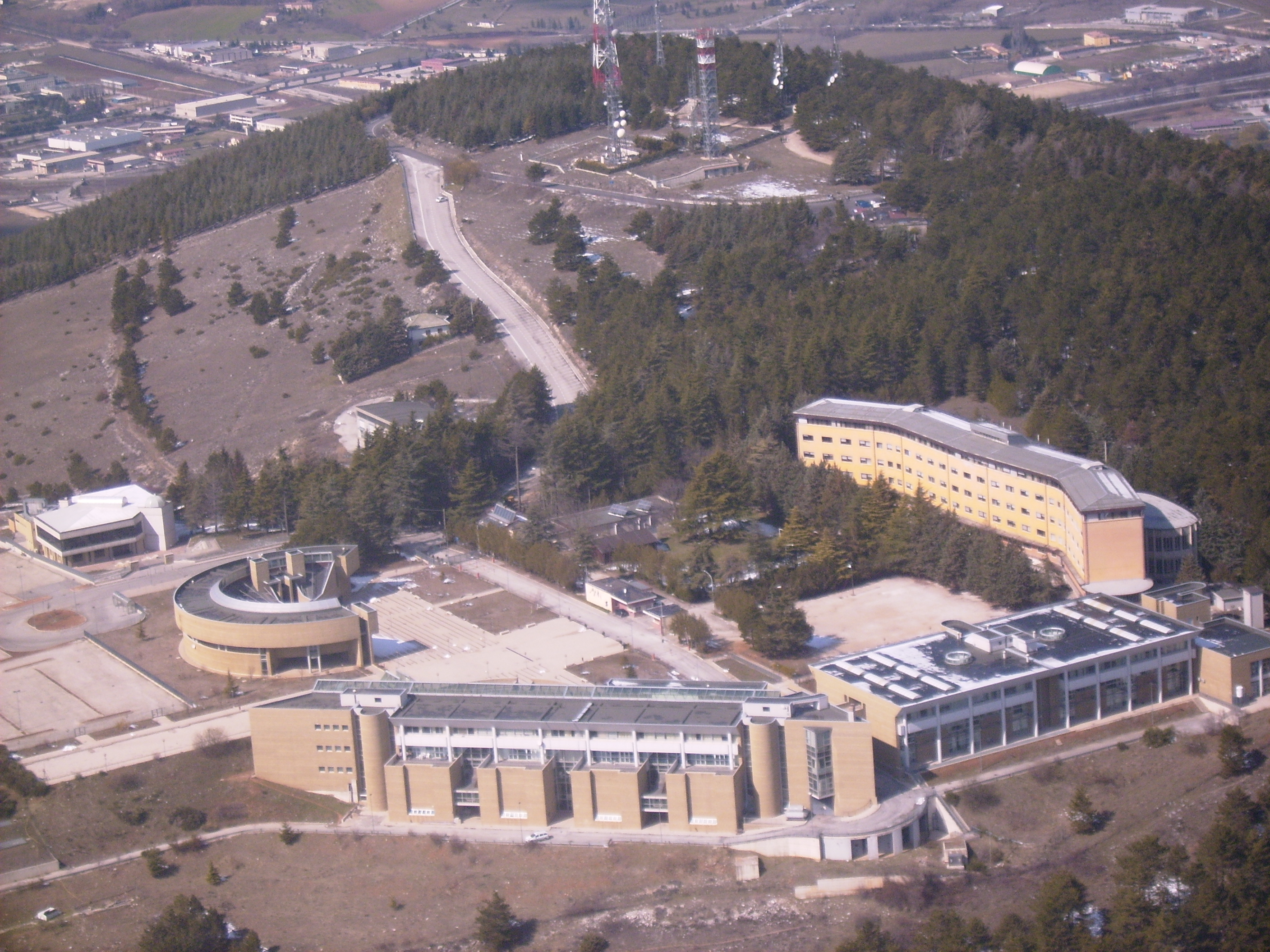
La facoltà di ingegneria

L'accesso principale al monte avviene tramite la strada statale 615 di Monte Luco cui si accede da nord-est (L'Aquila, zona della stazione ferroviaria) attraverso un percorso tortuoso che aggira il versante nord-occidentale del rilievo e da est (frazioni di Pianola e Bagno) da cui si sviluppa un percorso di maggior lunghezza, ma a minor dislivello. Sempre dalla stazione dell'Aquila si dirama un percorso ciclopedonale a carattere religioso e non asfaltato conosciuto come via Mariana, sul quale sono dislocate quindici edicole; il tratto finale è chiamato via Crucis per la presenza di tre croci che la leggenda attribuisce ai templari. Altre strade secondarie sono percorribili provenendo da sud, dalla frazione di Roio Piano. Tutti i percorsi elencati si attestano nella piazza del Santuario a Poggio di Roio da cui si sviluppa una diramazione della S.S.615 che conduce sino alla cima del monte.
Il monte è inoltre attraversato da una lunga galleria della Tangenziale Sud, asse viario strategico che collega la periferia sud-ovest (Genzano-Pile) e l'autostrada A24 con la periferia sud-est e la Tangenziale Est, permettendo di bypassare il transito veicolare all'interno della città.

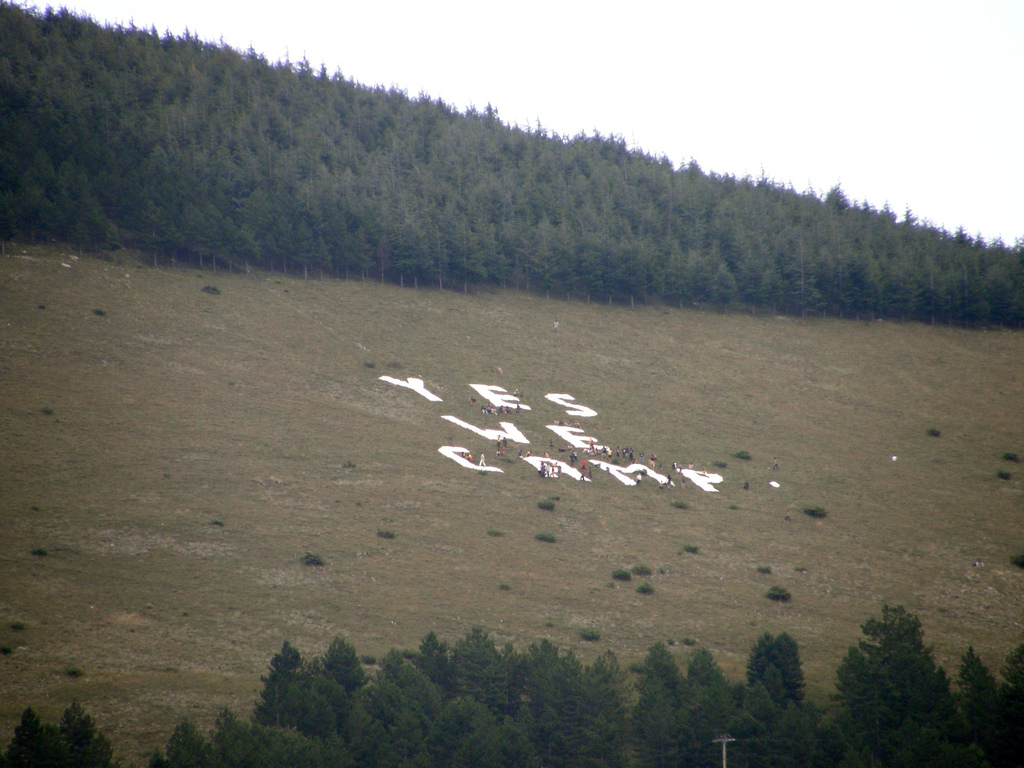
La scritta Yes We Camp durante il Summit dei G8

## Eventi
Il rilievo ha avuto una certa notorietà il 30 agosto 1980 in occasione della visita all'Aquila di papa Giovanni Paolo II. Mentre il pontefice sorvolava in elicottero la città, alcuni giovani dell'Opus Dei hanno formato sulle propaggini del monte la scritta Totus Tuus. Durante la visita pastorale il papa si recò proprio al santuario della Madonna di Roio e al vecchio fabbricato della Facoltà di Ingegneria.
L'episodio si è ripetuto l'8 luglio 2009 durante il Summit dei G8 che si stava svolgendo all'Aquila: su di esso, infatti, è apparsa in segno di protesta la scritta Yes We Camp, parodia del celebre slogan del Presidente degli Stati Uniti Barack Obama.
Da notare che alle pendici del monte, in particolare alle coordinate geografiche 42°20′51.36″N 13°22′48.4″E, tra le località di Pile e Roio, è stato localizzato proprio l'epicentro del terremoto dell'Aquila del 2009.